# Попель І
Попель І (пол. Popiel І) — легендарний князь полян IX століття з династії Попелідів.
Згідно з літописом Вінцентія Кадлубека (XIII століття), Попель I був сином Лешка III та Юлії, сестри Юлія Цезаря, і онуком Лешка II.
За версією Кадлубека, він був добрим князем і у мирі правив спільно зі своїми двадцятьма названими братами, які ще при його житті спільно вибрали його сина Попеля своїм новим князем.
Історик Ян Длугош в своїй 12-томній «Історії Польщі», вказує, що Попель I вів численні переможні війни, але правителем був невмілим. Час його правління він відносить до 800 року.
Згідно «Історії» Длугоша, правив він спочатку в Кракові, але пізніше вирішив перенести княжу резиденцію в Гнезно. Кілька років по тому, в побоюванні раптових нападів розташованих поблизу Кракова кордонів з Руссю і Франками, Попель I побудував свою нову столицю в Крушвиці.

## Родовід
| 4. Лешко II |  |                             |  |  |             |
|             |  | 2. Лешко III                |  |  |             |
| 5. NN       |  |                             |  |  |             |
|             |  |                             |  |  | 1. Попель І |
| 6. NN       |  |                             |  |  |             |
|             |  | 3. Юлія, сестра Юлія Цезаря |  |  |             |
| 7. NN       |  |                             |  |  |             |
|             |  |                             |  |  |             |